# Minttu Mustakallio
Minttu Mustakallio (* 23. Juli 1973 in Ylivieska) ist eine finnische Schauspielerin.

## Leben
Minttu Mustakallio ist die Tochter eines Griechen und der Sängerin Mimmi Mustakallio. Sie absolvierte im Jahhr 2000 ihr Schauspielstudium an der Theaterakademie Helsinki. Anschließend wurde sie von Maria-Liisa Nevala eingeladen, für das Finnische Nationaltheater zu spielen.
Ihr Filmdebüt gab Mustakallio bereits während ihrer Studienzeit. So war sie in mehreren Fernsehfilmen in kleinen Nebenrollen zu sehen. Insgesamt war sie in ihrer Karriere in über 50 Film- und Fernsehproduktionen zu sehen. So spielte sie in Fernsehserien wie Klikkaa mua und Alle Sünden sowie Filmen wie Nicht gerade ein Schmetterling und Onneli, Anneli ja nukutuskello mit. Für ihre Darstellung der Satu in der von Aleksi Salmenperä inszenierten Drama Lapsia ja aikuisia - kuinka niitä tehdään? wurde sie 1985 als Beste Nebendarstellerin mit dem finnischen Filmpreis Jussi ausgezeichnet.
Seit 1998 ist Mustakallio mit dem Schauspieler Tuomas Rinta-Panttila liiert und seit 2001 mit ihm verheiratet. Sie haben drei gemeinsame Kinder.

## Filmografie (Auswahl)
- 1998: Nicht gerade ein Schmetterling (Liian paksu perhoseksi)
- 2004: Lapsia ja aikuisia - kuinka niitä tehdään?
- 2008: Niko – Ein Rentier hebt ab (Niko – Lentäjän poika)
- 2011–2014: Klikkaa mua (Fernsehserie, 14 Folgen)
- 2018: Onneli, Anneli ja nukutuskello
- 2020–2023: Alle Sünden (Kaikki synnit, Fernsehserie, vier Folgen)